# Saint-Georges-de-Chesné
Saint-Georges-de-Chesné (en bretó Sant-Jord-Kadeneg, en gal·ló Chiené) és un municipi francès, situat a la regió de Bretanya, al departament d'Ille i Vilaine. L'any 2006 tenia 514 habitants. Limita amb els municipis de Vendel, Billé, Combourtillé, Mecé, Livré-sur-Changeon, Saint-Aubin-du-Cormier i Saint-Jean-sur-Couesnon.

## Demografia
| Evolució de la població Cassini i INSEE |      |      |      |      |      |      |      |      |
| 1793                                    | 1800 | 1806 | 1821 | 1831 | 1836 | 1841 | 1846 | 1851 |
| 689                                     | 650  | 785  | 804  | 929  | 827  | 800  | 812  | 820  |

| 1856 | 1861 | 1866 | 1872 | 1876 | 1881 | 1886 | 1891 | 1896 |
| ---- | ---- | ---- | ---- | ---- | ---- | ---- | ---- | ---- |
| 783  | 818  | 826  | 801  | 790  | 797  | 799  | 850  | 760  |

| 1901 | 1906 | 1911 | 1921 | 1926 | 1931 | 1936 | 1946 | 1954 |
| ---- | ---- | ---- | ---- | ---- | ---- | ---- | ---- | ---- |
| 718  | 729  | 707  | 597  | 626  | 587  | 612  | 600  | 553  |

| 1962 | 1968 | 1975 | 1982 | 1990 | 1999 | 2006 | 2011 | 2016 |
| ---- | ---- | ---- | ---- | ---- | ---- | ---- | ---- | ---- |
| 505  | 457  | 417  | 410  | 396  | 386  | -    | -    | -    |

| 2019 | - | - | - | - | - | - | - | - |
| ---- | - | - | - | - | - | - | - | - |
| -    | - | - | - | - | - | - | - | - |

## Administració
| Període   | Identitat      | Partit |
| --------- | -------------- | ------ |
| 1929-1947 | Pierre Legrand |        |
| 1947-1974 | Louis Delaunay |        |
| 1974-1995 | Amand Auffray  |        |
| 1995-     | Joseph Érard   |        |